# 한국세라믹학회
한국세라믹학회는 사회일반의 이익에 공여하기 위하여 공익법인의 설립운영에 관한 법률의 규정에 따라 세라믹 및 이에 관련된 학문과 기술의 발전 및 보급에 기여함으로써 과학과 기술의 진흥에 이바지함을 목적으로 1977년 8월 13일 설립허가된 대한민국 미래창조과학부 소관의 사단법인이다. 사무실은 137-849 서울특별시 서초구 방배동 3동 984-1 머리재빌딩 403호에 있다.